# William Railton
William Railton (n. 14 mai 1800, Greater London, Anglia, Regatul Marii Britanii – d. 13 octombrie 1877, Brighton, Regatul Unit al Marii Britanii și Irlandei) a fost un arhitect englez, cunoscut pentru ridicarea Columnei lui Nelson.